# Clã Kiyohara
A família Kiyohara (清原氏, Kiyohara-shi) foi um poderoso clã do norte do Japão durante o Período Heian. Seus membros eram descendente do Príncipe Toneri, o quinto filho do Imperador Tenmu (631-686).
Kiyohara no Fusanori (século IX) tinha dois filhos: o mais velho foi o ancestral do ramo samurai da família na província de Dewa; o mais novo originou os kuge (nobres da corte) do clã.
O posto de governador de Dewa ficou nas mãos da família; os Kiyohara são particularmente conhecidos pelo envolvimento nas guerras Zenkunen e Gosannen do século XI
A Guerra dos Primeiros Nove Anos (前九年合戦, Zenkunen kassen) estourou em 1051, quando Minamoto no Yoriyoshi e seu filho Yoshiie chegaram ao norte, de Kyoto, como agentes da Corte Imperial. Estavam lá para dar um fim no conflito entre o governador da província de Mutsu (vizinha da província de Dewa dos Kiyohara) e o Chinjufu shogun (Defensor do Norte), Abe no Yoritoki. Os Kiyohara governadores de Dewa contribuíram com guerreiros para os Minamoto e ajudaram na vitória contra o clã Abe em 1063.
Então os Kiyohara tomaram a administração de Mutsu, juntamente com Dewa. Nos seguintes vinte anos, surgiram conflitos internos na família sobre diferentes interesses em casamentos com outras famílias guerreiras. Kiyohara no Masahira, Iehira e Narihira, chefes de ramos do clã, causaram uma briga tão grande que Minamoto no Yoshiie, que recebera o posto anteriormente dos Abe de Defensor do Norte, viu a necessidade de interferir no conflito. Em 1083, ele foi nomeado governador de Mutsu, e foi ao norte para tentar resolver a situação pacificamente; ele logo acabou obrigado a usar tropas. Depois de muita luta, a violência chegou ao fim; Iehira e seu tio Kiyohara no Takahira foram mortos, os outros líderes Kiyohara se renderam. O controle de Mutsu e Dewa passou para Fujiwara no Kiyohira, um aliado de Yoshiie.
O ramo kuge continuou seu legado de estudos, produzindo escritores, acadêmicos, poetas e artistas. Os descendentes recebiam hereditariamente o posto de daigeki. Kiyohara no Yorinari (1122-1189), filho do Daigeki Kiyohara no Suketada, foi governador da província de Etchu e estudioso de direito, literatura e história. A mansão do clã em Kyoto, junto com todos os seus livros e pergaminhos dentro, foi destruída na Guerra Ōnin do final do século XV.

## Kiyohara notáveis
- Kiyohara no Fukayabu
- Kiyohara no Motosuke
- Sei Shōnagon – filha de Motosuke, e uma das mais famosas mulheres poetas da história do Japão
- Kiyohara no Natsuno – jurista do século IX
- Kiyohara no Takahira
- Kiyohara no Iehira
- Kiyohara no Masahira
- Kiyohara no Narihira
- Kiyohara Amanda, no Grupo Globo